# Casa de Canciano López
La Casa de Canciano López fue un edificio monumental de la ciudad española de Albacete ubicado en la plaza de Gabriel Lodares. Este inmueble se convirtió en un auténtico monumento de la capital, cumbre arquitectónica de su tiempo.

## Historia
El edificio fue construido en 1921 en el cuadrante noroeste de la plaza de Gabriel Lodares, diseñado por el arquitecto Julio Carrilero.

## Características
Su concepción en planta tiene dos contornosː uno curvo y cóncavo de la baja y uno recto en chaflán plano a 45°. Posee un patio triangular, siendo la doble crujía a la plaza simple en las medianeras. Su eje de disposición es diagonal, con configuración de basílica. Las rótulas en las esquinas tienen toda clase de referencias europeas. Su configuración es típica de la tradición burguesa, con torreones con cresterías y veletas.